# Coelichneumon pomilioaeneus
Coelichneumon pomilioaeneus là một loài tò vò trong họ Ichneumonidae.